# Бад Белинген
Бад Белинген (њем. Bad Bellingen) општина је у њемачкој савезној држави Баден-Виртемберг. Једно је од 35 општинских средишта округа Лерах. Према процјени из 2010. у општини је живјело 3.811 становника. Посједује регионалну шифру (AGS) 8336006.

## Географски и демографски подаци
Бад Белинген се налази у савезној држави Баден-Виртемберг у округу Лерах. Општина се налази на надморској висини од 257 метара. Површина општине износи 16,9 km². У самом мјесту је, према процјени из 2010. године, живјело 3.811 становника. Просјечна густина становништва износи 225 становника/km².

## Међународна сарадња
| Мјесто | Држава     | Врста сарадње | Од    |
| ------ | ---------- | ------------- | ----- |
|        | Француска  | партнерство   | 2000. |
|        | Швајцарска | партнерство   | 2000. |
| Извор  |            |               |       |